# Stanislav Lobotka
Stanislav Lobotka (* 25. listopadu 1994, Trenčín, Slovensko) je slovenský fotbalový záložník a reprezentant. Od července 2017 byl hráčem španělského klubu Celta de Vigo. Mimo Slovensko prošel angažmá v Nizozemsku a Dánsku, od zimy 2020 hraje v italské Neapoli.

## Klubová kariéra
Stanislav Lobotka je rodákem z obce Veľká Hradná. V osmi letech začínal s kopanou v místním klubu TJ Družstevník Veľká Hradná.
Následně odešel do AAC Sparta Trenčín (akademie Sparty Praha).

### FK AS Trenčín
Od dorostu působil v FK AS Trenčín, kde se postupně propracoval v roce 2011 do prvního mužstva. Byl pokládán za velký talent slovenského fotbalu.

S Trenčínem se představil v Evropské lize UEFA 2014/15. V sezóně 2014/15 vyhrál s týmem slovenský fotbalový pohár, ve finále se představil proti mužstvu FK Senica, zápas se rozhodl až v penaltovém rozstřelu. Zároveň se stal ve stejném ročníku mistrem Fortuna ligy a mohl slavit zisk double.

### AFC Ajax (hostování)
Koncem června 2013 si Stanislava Lobotku do svých řad vybral nizozemský klub AFC Ajax, s nímž Trenčín spolupracuje. Fotbalista do Amsterdamu odešel na roční hostování. Během představování pro klubovou televizi zaujal v anglickém rozhovoru svým výrokem „This is my... sen as a small boy, but now it´s ...realita,“ (ve smyslu: v dětství jsem snil o působení ve slavném klubu jako je Ajax, což se stalo realitou), v němž si vypomohl slovenštinou. Citát „This is my sen“ v okolí Trenčína zlidověl a skandovali jej mj. hráči AS Trenčín po zisku ligového titulu. Podle něj byl také pojmenován mezinárodní turnaj mladých fotbalistů do 11 let konaný v Trenčíně (This is my sen Cup).
Za Ajax debutoval v přípravných zápasech s RKC Waalwijk (výhra 5:1) a De Graafschap (výhra 3:0), v obou strávil na hřišti cca 30 minut a proti De Graafschap přihrál na gól. V sezoně hrál za Jong Ajax (rezervní tým). Po sezoně se vrátil do Trenčína.

### FC Nordsjælland
V srpnu 2015 odešel do dánského klubu FC Nordsjælland, kde podepsal smlouvu na 4 roky a setkal se zde se svým spoluhráčem z Trenčína Ramónem Rodríguezem da Silvou.

### Celta de Vigo
Po Mistrovství Evropy hráčů do 21 let 2017 v Polsku, na němž Lobotka zazářil, přestoupil v červenci 2017 z dánského FC Nordsjælland do španělského prvoligového klubu Celta de Vigo, kde podepsal smlouvu na 5 let. Zájem o něj projevil oficiálně mj. i tým SK Slavia Praha.
V Primera División debutoval 19. srpna 2017 proti týmu Real Sociedad ze San Sebastiánu. Nastoupil na hřiště v 76. minutě za stavu 2:1, soupeř nakonec otočil skóre na konečných 2:3.

## Reprezentační kariéra
Lobotka byl členem mládežnických reprezentačních výběrů Slovenska včetně U21. Se slovenskou „jedenadvacítkou“ slavil v říjnu 2016 postup z kvalifikace na Mistrovství Evropy 2017 v Polsku. Trenér Pavel Hapal jej zařadil v červnu 2017 do 23členné nominace na šampionát v Polsku. Na turnaji podal výborné výkony, dvakrát byl vyhlášen hráčem utkání. Slovensku těsně unikl postup ze základní skupiny A do semifinále.
V listopadu 2016 jej trenér Ján Kozák nominoval do A-mužstva slovenské reprezentace. V něm debutoval 15. listopadu v přátelském utkání na stadionu Ernsta Happela ve Vídni proti domácímu Rakousku (remíza 0:0). V říjnu 2018, po prohře s Českem (1:2) v utkání Ligy národů spolu s několika spoluhráči navštívil noční klub. Vzniklý skandál odnesl hlavní trenér Ján Kozák, který rezignoval.

### Reprezentační zápasy a góly
Zápasy Stanislava Lobotky v A-mužstvu Slovenska
| Rok                | Zápasy | Góly |
| ------------------ | ------ | ---- |
| 2016               | 1      | 0    |
| 2017               | 2      | 1    |
| Celkem             | 3      | 1    |
| Platí k 5. 9. 2017 |        |      |

Góly Stanislava Lobotky v A-mužstvu Slovenska
| 010                | 4. 9. 2017 | Wembley Stadium, Londýn, Anglie, Spojené království | Anglie | 00:10(3.) | 2:1 | kvalifikace na MS 2018 |
| Platí k 5. 9. 2017 |            |                                                     |        |           |     |                        |